# Place des Architectes
 (signalé en juin 2025).
Si vous disposez d'ouvrages ou d'articles de référence ou si vous connaissez des sites web de qualité traitant du thème abordé ici, merci de compléter l'article en donnant les références utiles à sa vérifiabilité et en les liant à la section « Notes et références ».
- Archive Wikiwix
- Bing
- Cairn
- DuckDuckGo
- E. Universalis
- Gallica
- Google
- G. Books
- G. News
- G. Scholar
- Persée
- Qwant
- (zh) Baidu
- (ru) Yandex
- (wd) trouver des œuvres sur Wikidata

La place des Architectes (en ukrainien : Майдан Архітекторів) est une infrastructure de Kharkiv en Ukraine.

## Historique
C'est une place qui n'était pas nommée jusqu'à l'ouverture de la station de métro éponyme.

## Bâtiments remarquables et lieux de mémoire
la Maison des Scientifiques, le bureau régional du Service Fiscal de l'État, le Palais de la Culture de la Police ont chacun une façade sur la place qui possède une fontaine et sa sculpture des Amoureux au centre.